# Escut de Kenya
L'escut de Kenya va ser aprovat el 15 d'octubre de 1963. El fomen dos lleons, símbol de protecció, que subjecten dues llances i un escut ovalat típic de l'Àfrica oriental. L'escut i les llances simbolitzen la unitat i la defensa de la llibertat.
L'escut, igual que la bandera, és dividit longitudinalment en tres franges amb els colors nacionals, que són, de dalt a baix: el negre, en representació de la població de Kenya; el vermell, símbol de la lluita per la llibertat, i el verd, que representa l'agricultura i els recursos naturals. Les franges estan dividides entre elles per filets de color blanc, el color de la unitat i la pau. També és d'aquest color el gall que aguanta una destral representat a la franja central, que segons la tradició local simbolitza una vida nova i pròspera.
L'escut i els lleons se sostenen sobre una silueta del mont Kenya que, en primer terme, conté exemples de la producció agrícola kenyana: cafè, piretre, sisal, te, blat de moro i pinyes.
El conjunt d'elements sorgeix d'una cinta amb el lema nacional en suahili Harambee ('Som-hi tots!'), derivat del crit dels pescadors quan havien d'acostar les xarxes a la costa. Aquest mot es coreja també en un esforç col·lectiu per al bé comú, com ara quan s'ajuda la família en moments de necessitat o bé en la construcció d'una escola o una església.